# Choszczno
Choszczno /'xɔʃʧnɔ/ (fil), tyska: Arnswalde, kasjubiska: Chòsczno, är en stad i nordvästra Polen, belägen i södra delen av Västpommerns vojvodskap. Tätorten har 15 758 invånare och är centralort för en stads- och landskommun med totalt 22 355 invånare (2013). Staden är även huvudort i distriktet Powiat choszczeński.

## Geografi
Staden ligger i den historiska regionen Neumark, vid floden Studnica och sjön Jezioro Klukom.

## Historia

### Stadens grundande
Regionen omkring Choszczno var under förhistorisk tid bebodd av germanska stammar från omkring 400-talet f.Kr. och därefter av slaviska stammar som bosatte sig i regionen omkring 600-talet e.Kr. Under tidig medeltid var området under polsk kontroll och var under slutet av 1100-talet och början av 1200-talet omstritt mellan Polen, Schlesien, Pommern och Brandenburg, och flera bosättningar grundades omkring staden vid denna tid. Hertigen Władysław Odonic av Storpolen donerade området omkring staden till klostret i Kołbacz 1233. Då området var under pommersk kontroll vid denna tid bad man den faktiska länsherren Barnim I av Pommern om tillstånd att etablera ett klostergods, Sovin och en marknadsstad, Treben, här, och tillståndet gavs 1237. Under 1260-talet etablerade sig markgrevskapet Brandenburg som feodala härskare i området genom att hävda sin rätt som länsherrar över Pommern, och därefter grundades en ny brandenburgsk bosättning på platsen av tyska bosättare från Angermünde. Munkarna fördrevs då från Sovin och bosättningen i Treben övergavs till förmån för den nya bosättningen.
Orten Arnswalde omnämns första gången i skriftliga källor 1269, då ett avtal mellan det brandenburgska furstehuset Askanien och hertigen Mestwin II av Pommern slöts här. Staden fick troligen stadsrättigheter enligt Magdeburgrätten omkring 1284 och omnämns som stad första gången 1289. En borg i staden omnämns 1364. Staden var vid denna tid en blomstrande handels- och hantverksstad och en av de största i Neumark.

### Under Tyska orden
År 1402 tillföll staden Tyska orden. Ett försök av Henning von Wedel att inta staden 1414 misslyckades. 1419 intogs staden av polska trupper och förstördes till stora delar. År 1433 kom staden under polsk överhöghet men var redan 1437 åter under Tyska ordens kontroll. 1443 lät orden uppföra en borg i staden för att stävja det lokala upproret mot ordens styre, men borgen förstördes 1454 då orden överlämnade kontrollen över staden. Det polska namnet Choszczno på staden är dokumenterat sedan 1400-talet och staden omnämns i samband med upprorshändelserna som Harnswalde alias Choschczno av krönikören Jan Długosz.

### 1500 – 1900

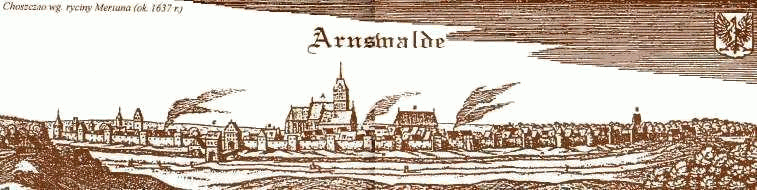
Arnswalde på Matthäus Merian den äldres kopparstick från 1637.

1511 inträffade en större stadsbrand och 1549 drabbades staden av pesten. Genom trettioåriga krigets förstörelse drabbades staden av en kraftig ekonomisk och befolkningsmässig tillbakagång, och mindre än 500 invånare återstod i staden 1649. Samma år blev staden poststation på sträckan Berlin – Königsberg. Som del av Brandenburg blev staden 1701 del av kungadömet Preussen och blev 1719 garnisonsstad. 1815 blev staden del av Regierungsbezirk Frankfurt i provinsen Brandenburg. 1828 öppnades stadens skola. Staden anslöts till det preussiska järnvägsnätet 1848, då linjen Stargard – Posen färdigställdes.

### 1900-
1938 blev staden del av provinsen Pommern. Vid krigsutbrottet 1939 hade staden omkring 14 000 invånare. Under andra världskriget låg ett större fångläger för polska och franska officerare i staden, Oflag II B. Staden belägrades av Röda armén 1945, då omkring 85 procent av stadens byggnader förstördes. Genom Potsdamöverenskommelsen blev staden efter kriget del av Polen och den kvarvarande tyska befolkningen i staden tvångsförflyttades. Staden bär sedan dess den polska namnformen Choszczno som officiellt namn. 
Återuppbyggnaden efter kriget gick långsamt, då material från stadens ruiner skickades för att underlätta återuppbyggnaden av Warszawa. Först 1959 stod det första moderna huset i staden klart och huvuddelen av den nuvarande bebyggelsen är uppförd från 1960-talet och framåt.

## Kultur och sevärdheter
Stadens kyrka, Mariakyrkan, uppfördes på 1300-talet i tegelgotik. Stora delar av den medeltida stadsmuren är också bevarade.

## Kommunikationer

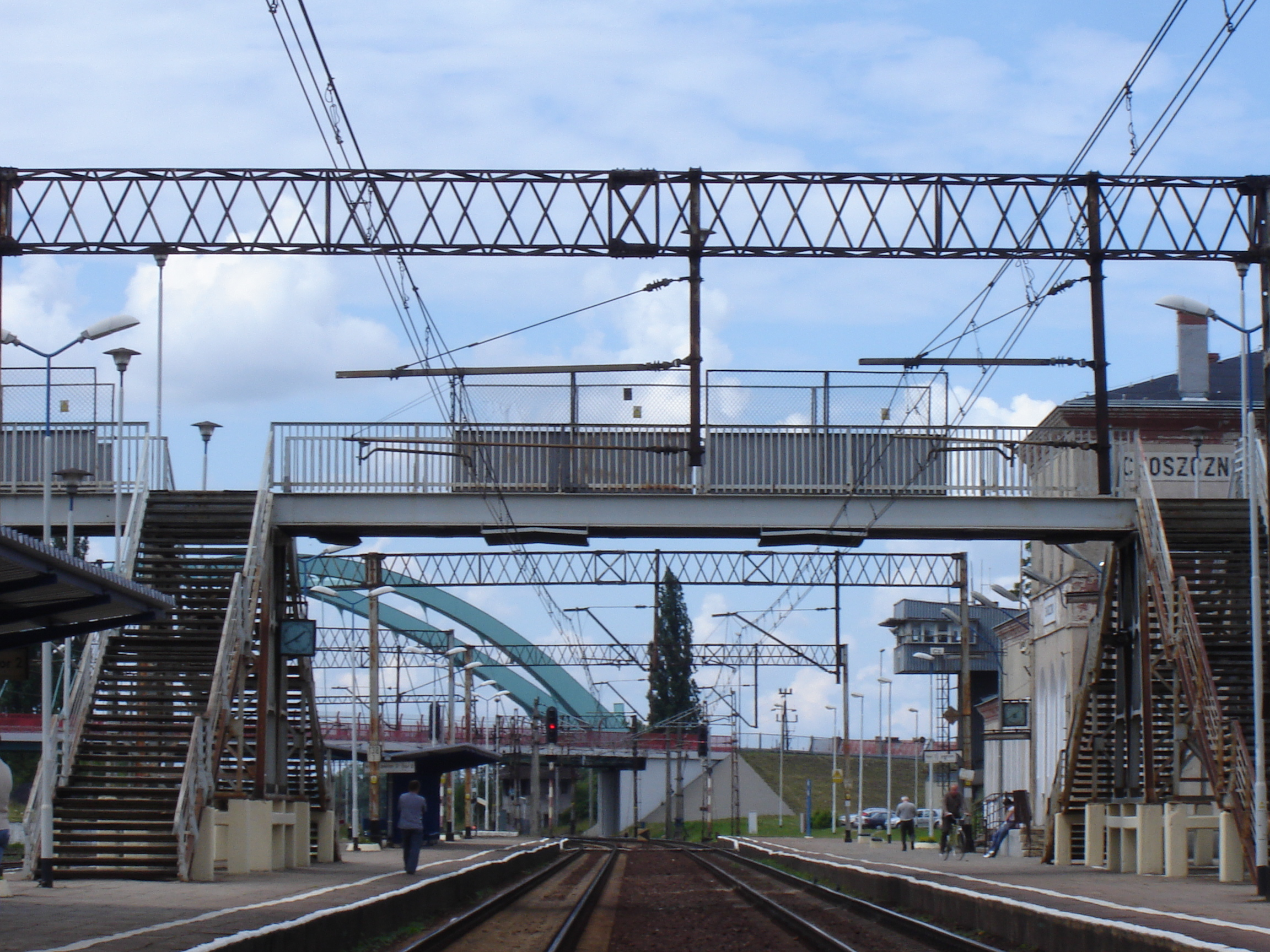
Järnvägsstationen

Inga nationella vägar passerar genom staden, däremot flera regionala vägar. Närmaste större nationella väg är DK 10. Avståndet till närmaste större stad, Stargard Szczeciński, är 37 km och avståndet till Szczecin 75 kilometer. Från stadens järnvägsstation finns persontrafik mot Stargard Szczeciński, medan trafiken mot Mirosławiec idag är nedlagd.

## Kända invånare
- Wilhelm Fliess (1858-1928), läkare.
- Mieczysław Gocuł (född 1963), Polens generalstabschef.
- Mortimer von Kessel (1893-1981), pansargeneral i Wehrmacht.
- Zdzisław Krasnodębski (född 1953), politiker tillhörande partiet Lag och rättvisa, Europaparlamentariker.
- Richard Seewald (1889-1976), konstnär och författare.